# Ramsey (Minnesota)
Ramsey es una ciudad ubicada en el condado de Anoka en el estado estadounidense de Minnesota. En el Censo de 2010 tenía una población de 23668 habitantes y una densidad poblacional de 306,75 personas por km².

## Geografía
Ramsey se encuentra ubicada en las coordenadas 45°15′46″N 93°26′54″O / 45.26278, -93.44833. Según la Oficina del Censo de los Estados Unidos, Ramsey tiene una superficie total de 77.16 km², de la cual 74.62 km² corresponden a tierra firme y (3.29%) 2.54 km² es agua.

## Demografía
Según el censo de 2010, había 23668 personas residiendo en Ramsey. La densidad de población era de 306,75 hab./km². De los 23668 habitantes, Ramsey estaba compuesto por el 91.82% blancos, el 2.8% eran afroamericanos, el 0.45% eran amerindios, el 2.42% eran asiáticos, el 0.02% eran isleños del Pacífico, el 0.78% eran de otras razas y el 1.71% pertenecían a dos o más razas. Del total de la población el 2.39% eran hispanos o latinos de cualquier raza.